# Apistomyia latiforceps
Apistomyia latiforceps är en tvåvingeart som beskrevs av Peter Zwick 1998. Apistomyia latiforceps ingår i släktet Apistomyia och familjen Blephariceridae. Inga underarter finns listade i Catalogue of Life.